# Fővárosi Önkormányzat Szent Margit Kórháza
A Fővárosi Önkormányzat Szent Margit Kórháza, a közbeszédben gyakran csak Szent Margit Kórház egy budapesti egészségügyi intézmény.

## Története
Az óbudai Bécsi út 132. szám alatt fekvő telken közkórházról 1889-ben született városi tanácsi döntés. A 2803 négyszögöl nagyságú területen 240 000 forintért épültek fel a kórház épületei. A terveket a Fővárosi Főmérnöki Hivatal készítette el, más források szerint Bauer Henrik építész. Az U alakú főépület lett a gyógyítás tulajdonképpeni helye, míg a másik két épületben a gazdasági és gondnoki helyiségek, illetve kápolna és boncterem létesült. A kórházat 1897. október 31-én nyitották meg, s kezdetben a régi Szent János-kórház részlegeként működött.

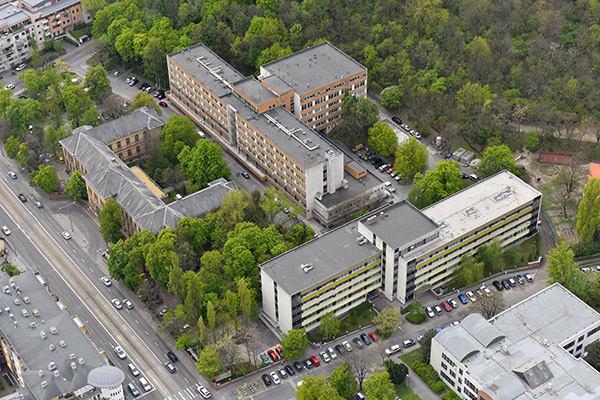
Szent Margit Kórház – légi fotó

A 20. század elején a jellemző anyagi nehézségekkel küzdött, ennek ellenére a jelentős korabeli orvosok és irgalmasrendi ápolónővérek munkája sikeres intézménnyé igyekezett tenni a kórházat. Az első világháború előtt különböző tervek születettek az intézmény fejlesztésére, azonban ezek kivitelezését megakadályozta a háború és az utána bekövetkező még kedvezőtlenebb gazdasági helyzet, majd az 1930-as évekbeli válság. A kórház igénybevétele viszont folyamatosan nőtt. A második világháború végén hadikórházzá alakították át, emellett komolyabb bombatalálatokat is kapott. A romos épületet nem zárták be, hanem lassan nekiláttak a különösen szükséges karbantartási munkák elvégzésének és a polgári funkció visszaállításának. 1950-ben a kórház önálló intézménnyé vált.
Az 1956-os forradalom és szabadságharc alatt a környező harcokban megsebesült magyar és szovjet katonák – tekintet nélkül arra, hogy melyik oldalon harcoltak – ápolása adott többletmunkát a dolgozóknak. Az intézményvezető Örlős Endrét később koholt vádak alapján internálták, majd szabadulása után hamarosan minimális összeggel nyugdíjazták.
Az 1970-es években épült óbudai lakótelepek miatt megnövekedett lakosság elkerülhetetlenül szükségessé tette az egészségügyi fejlesztéseket. A kórház felívelő szakasza is ekkor kezdődött. 1981-re felépült az A-, B-, és C-pavilon. Újabb osztályok létesültek, majd 1996-ban megnyílhatott a spirituális támogatást keresők számára a kórház saját kápolnája is. A kórház 1997-ben ünnepelte 100. születésnapját.